# Svein Ellingsen
Svein Ørnulf Ellingsen, född 13 juli 1929 i Kongsberg, död 5 april 2020, var en norsk bildkonstnär och psalmdiktare, bosatt i Saltrød i Agder fylke. Norsk Salmebok och psalmbokstillägget Salmer 1997 har 58 texter (original och omdiktningar) av Svein Ellingsen, och han är representerad i psalmböcker i alla nordiska länder, i Tyskland/Österrike, Schweiz och USA.

## Biografi
Ellingsen tog artium 1948, studerade vid SHKS 1950-51, vid Bjarne Engebrets målarskola 1951-52 och vid Statens Kunstakademi 1952-55. Han arbetade som konstkritiker och journalist under studietiden, bland annat i Vårt Land. Han arbetade på veckotidningen Vår Kirke 1957-63 och på Schibsteds forlag 1963-66. Han genomgick pedagogiskt seminarium vid Statens lærerhøgskole i forming 1966-67, och arbetade som formingslärare vid Moland ungdomsskole i Arendal 1968-83.
Han blev statsstipendiat 1976. Vid samma tid fick han flera böcker utgivna, och vann sig en plats som folkets egendom i norska församlingars psalmsång. Hans första psalmer offentliggjordes redan på 1950-talet, men hans första bok kom 1978. Hans psalmer är tonsatta av bland andra Knut Nystedt, Egil Hovland, Harald Herresthal(no), Harald Gullichsen(no) och Trond Kverno. Han var medlem av psalmbokskomittén som lade grunden till Norsk Salmebok 1984/85.
Ellingsen deltog i Høstutstillingen flera gånger. Han utnämndes till riddare av St. Olavs Orden 1995, han har mottagit Aust-Agder fylkes kulturpris 1977, Brobyggerprisen 1984, Fritt Ords Honnør 1992 och Tekstforfatterfondets ærespris 2001. Den 3 september 2008 tilldelades han ett hedersdoktorat vid Det teologiske menighetsfakultet i samband med firandet av fakultetens 100-årsjubileum. År 2009 fick han Petter Dass-prisen för sin insats som psalmdiktare.

### Psalmer iDen svenska psalmboken 1986
- 173 Din frid skall aldrig vika
- 174 Herre, när din dag är inne
- 383 Med vår glädje över livets under
- 399 Vi bär så många med oss
- 413 Någon skall vaka i världens natt
- 435 Å, vilka stora gåvor
- 627 Nu är livet gömt hos Gud